# Casa Carme Martorell
La casa Carme Martorell és un edifici situat al carrer del Clos de Sant Francesc, 47-49, del barri de Sarrià de Barcelona, catalogat com a bé elements d'interès (categoria C).

## Història i descripció
Va ser projectat el 1892 pel mestre d'obres Joan Serra i Jané 1892 per a Carme Martorell, vídua de J. Vidal. És una casa unifamiliar de planta baixa i dos pisos, construïda sobre una parcel·la de grans dimensions. La façana és d'estil eclèctic, amb utilització d'elements clàssics en la seva composició. Destaquen les pilastres adossades a la façana. Sobre les balconades de la primera planta hi ha uns petits frontons que remarquen la importància de la planta. El ritme compositiu en façana, sòcol, base i coronament, connecta perfectament amb el ritme de la finca veïna número 45.